# Паттани (река)
Паттани (тайск. แม่น้ำปัตตานี) — река в провинциях Яла и Паттани региона Южный Таиланд на юге Таиланда. Впадает в Сиамский залив.

## География

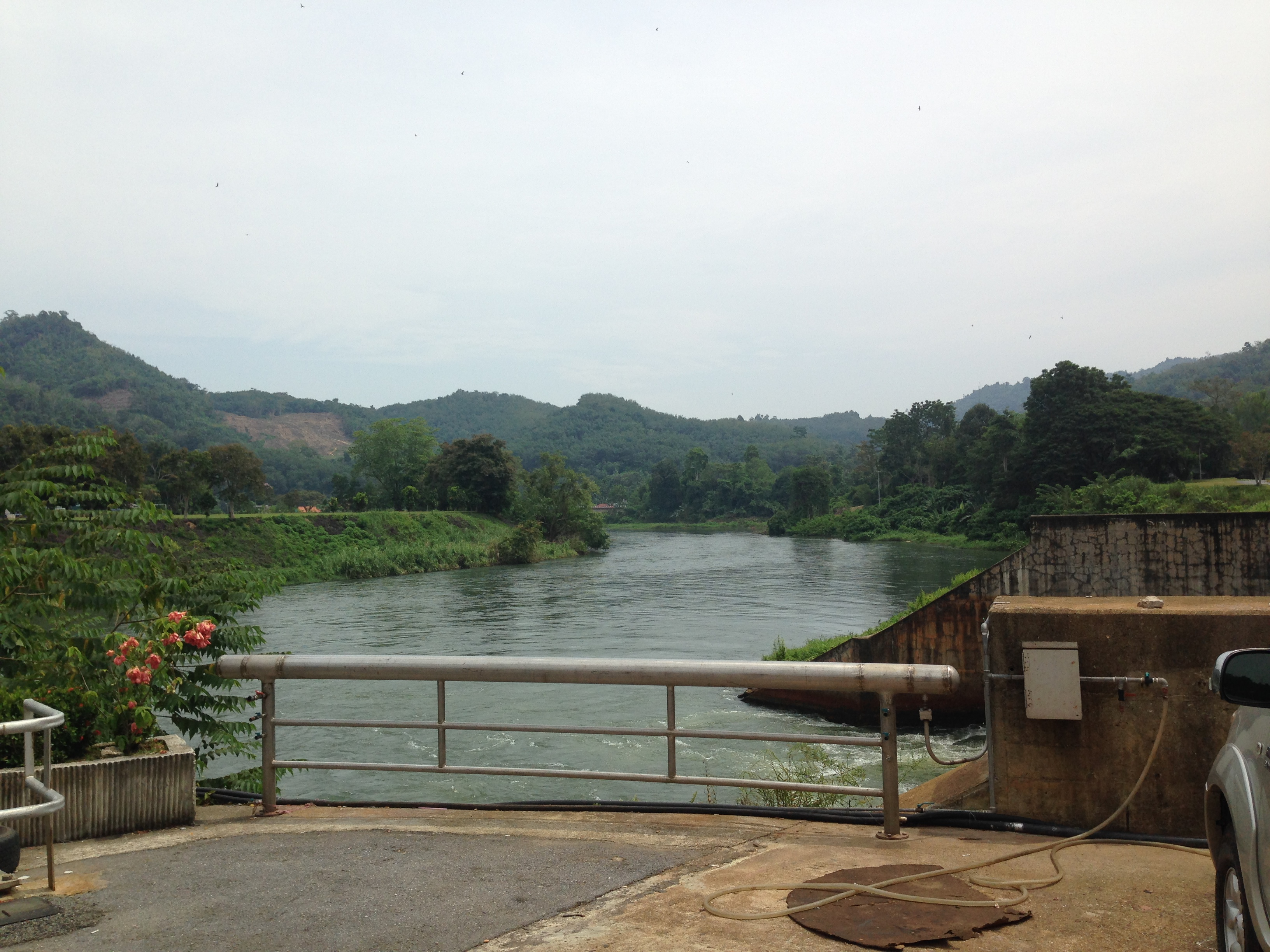
Паттани в тамбоне Хуэан Банг Ланг провинции Яла.

Протяжённость реки — 214 км. Источник Паттани расположен в горной гряде на границе с Малайзией близ города Бетонг в провинции Яла. Река протекает в целом с юга на север, основные притоки — Яха и Нонг-Чик. Центральная и южная часть бассейна расположена в горах Сан-Кала-Кири и Пило, а северная часть — на равнине. Впадает в Сиамский залив вблизи города Паттани, столицы одноимённой провинции.

## Плотина Банг Ланг
Плотина Банг Ланг расположена на реке Паттани в провинции Яла. Высота 85 м, ширина 422 м, используется для орошения, борьбы с наводнениями и выработки электроэнергии (мощность ГЭС на плотине 1275 кВт). Вместимость водохранилища 1420 млн м³.
Плотина была спроектирована 3 апреля 1973 года. Строительство началось в июле 1976 года и завершилось в июне 1981 года. Дамба была открыта 27 сентября 1981 года принцессой Сириндхорн (дочерью короля Рамы IX).